# ОШ „Вук Стефановић Караџић” Добој
ОШ „Вук Стефановић Караџић” једна је од основних школа у Добоју. Налази се у улици Српских соколова 2. Име је добила по Вуку Стефановићу Караџићу, првом српском лингвисти у 19. веку, реформатору српског језика, сакупљачу народних умотворина и писцу првог речника српског језика, најзначајнијој личности српске књижевности прве половине 19. века.

## Историјат
Према архивским подацима претеча данашње школе је Народна основна школа која је, према разредној књизи, почела са радом 1885. године. У ратним пустошењима је уништен летопис и друга документација о оснивању и првим данима рада школе, а једини докуменат је разредна књига која наводи да је са скраћеним прекидима радила до завршетка Другог светског рата.
У септембру 1955. године у школском систему је извршена реорганизација школа и том приликом је формирана Прва основна школа, а њен рад се одвијао у старој згради Медицинске школе у Добоју. Назив Основна школа „Народни хероји” је добила у фебруару 1964. године, као успомену на тројицу народних хероја који су је похађали. Програмом развоја мрежа основних школа 29. августа 1974. године је формирана Удружена основна школа Добој, а статус самосталне школе је добила 1992. године. У саставу школе су била и подручна четвороразредна одељења у Станић Ријеци, Сувом Пољу и Текућици.
У току Отаџбинског рата централној школи је припојена осморазредна Основна школа ,,Вук Стефановић Караџић” из Костајнице и од тада носи тај назив, школске 2002—03. године у састав данашње школе ушла је и подручна петоразредна школа из Грапске. Школу је 15. маја 2014. године задесила поплава, висина воденог стуба у приземљу је износила 315 cm, а велика материјална штета је санирана програмом Европске уније за опоравак од поплава, тако да данас установа ради у оптималним условима.

## Подручне школе

### Подручна школа у Грапској
Подручна школа у Грапској је почела са радом 2002—2003. године као петоразредно подручно одељење школе „Вук Стефановић Караџић”. Родитељи ученика су се писмено изјаснили да прихватају да буду подручно одељење школе из Добоја, а не „Радоје Домановић” из Осјечана како је првобитно планирано, због веће безбедности деце, као и организованог превоза. Ученици наставу прате по програму Федерације Босне и Херцеговине, изводе је три професора разредне наставе. У школи је запослен један кућни мајстор и једна помоћна радница.

### Подручна школа у Костајници
Према летопису школе основана је 1931. године, до када су ученици похађали школу у граду и оближњем селу Грапску, у најтежим условима предратне Југославије, а са радом је почела следеће године. Пред сам рат 1940. године школа је проширена и садржала је две учионице и један једнособан стан. У Другом светском рату је срушена до темеља немачким тенковима из правца Бара. Испред школе се и данас налази Спомен чесма саграђена 1940. године са угравираном годином градње. Школа је обновљена након рата, а настава се изводила у кући поред ње.
Све до 1962. године је радила као четворогодишња школа, а онда је званично као осмогодишња почела са радом од 1. јануара 1962. године под називом „Вук Стефановић Караџић”. Прве године је имала осам одељења и похађало ју је 250 ученика. Придружена је Централној школи „Народни хероји” у току Отаџбинског рата, а по осмогодишњој школи из Костајнице Централна школа је и добила име.
Данас деветоразредну школу у Костајници похађа 75 ученика у осам одељења. Наставу од првог до петог разреда изводе четири професора разредне наставе, а од шестог до деветог разреда професори предметне наставе. У школи је запослен и један кућни мајстор, као и две помоћне раднице.

## Догађаји
Догађаји основне школе „Вук Стефановић Караџић”:
- Светосавска академија[9]
- Дан школе[10]
- Дан победе[11]
- Дан сећања на жртве холокауста, геноцида и других жртава фашизма у Другом светском рату[12]
- Дан здраве хране[13]
- Дан планете Земље[14]
- Дан српског јединства, слободе и националне заставе[15]
- Европски дана језика[16]
- Међународни дан матерњег језика[17]
- Међународни дан шетње[18]
- Међународни дан књиге за децу[19]
- Међународни дан без аутомобила[20]
- Светски дан учитеља[21]
- Светски дан Рома[22]
- Светски дан хране[23]
- Светски дан књиге и ауторских права[24]
- Светски дан заштите животне средине[25]
- Светски дан вода[26]
- Светски дан здравља[27]
- Светска недеља образовања[28]
- Дечија недеља[29]
- Недеља Црвеног крста[30]
- Пројекат „Промоција физичке активности код дјеце с посебним потребама”[31]